# Rondeletia (plante)
Genre
Rondeletia est un  genre de plantes à fleurs de la famille des Rubiaceae.

## Liste des espèces
Selon World Checklist of Selected Plant Families (WCSP) (21 avr. 2012) :
- Rondeletia acunae Borhidi & M.Fernández Zeq. (1985)
- Rondeletia adamsii Proctor, Bull. Inst. Jamaica (1967)
- Rondeletia alaternoides A.Rich. (1850)
- Rondeletia americana L. (1753)
- Rondeletia amplexicaulis Urb. (1908)
- Rondeletia anguillensis Howard & Kellogg (1987)
- Rondeletia anomala Veitch (1856)
- Rondeletia apiculata Urb. (1923)
- Rondeletia areolata Urb. (1926)
- Rondeletia arida Borhidi & M.Fernández Zeq. (1987)
- Rondeletia aristeguietae Steyerm. (1967)
- Rondeletia aurantiaca Urb. & Ekman (1931)
- Rondeletia azuensis Urb. (1913)
- Rondeletia azulensis Urb. (1923)
- Rondeletia baracoensis Britton (1917)
- Rondeletia barahonensis Urb. (1924)
- Rondeletia belizensis Standl. (1935)
- Rondeletia berteroana DC. (1830)
- Rondeletia bicolor Britton (1917)
- Rondeletia bissei Borhidi & M.Fernández Zeq. (1987)
- Rondeletia brachyantha Urb. (1926)
- Rondeletia brachyphylla Proctor ex Adams (1971)
- Rondeletia bracteosa Borhidi & M.Fernández Zeq. (1987)
- Rondeletia brauseana Urb. (1912)
- Rondeletia brigandina Urb. & Ekman (1927)
- Rondeletia buxifolia Vahl (1798)
- Rondeletia cacuminis Urb. & Ekman (1927)
- Rondeletia calophylla Standl. (1923)
- Rondeletia camarioca C.Wright (1869)
- Rondeletia carnea Urb. & Ekman (1926)
- Rondeletia chamaebuxifolia Griseb. (1866)
- Rondeletia christii Urb. (1903)
- Rondeletia cincta Griseb. (1861)
- Rondeletia clarendonensis Britton ex S.Moore (1930)
- Rondeletia combsii Greenm. (1897)
- Rondeletia combsioides M.Fernández Zeq. & Borhidi (1985)
- Rondeletia conferta Urb. & Ekman (1931)
- Rondeletia convoluta M.Fernández Zeq. & Borhidi (1985)
- Rondeletia coronata Urb. (1923)
- Rondeletia crassinervis Borhidi (1983)
- Rondeletia cristalensis Urb. (1928)
- Rondeletia cumanensis Kunth (1820)
- Rondeletia cymulosa Proctor, Bull. Inst. Jamaica (1967)
- Rondeletia daphnoides Griseb. (1861)
- Rondeletia dilatata Rottb. (1778)
- Rondeletia diplocalyx Urb. (1928)
- Rondeletia disperma Jacq. (1760)
- Rondeletia dolphinensis Proctor, Bull. Inst. Jamaica (1967)
- Rondeletia domatiata Urb. (1929)
- Rondeletia ekmanii Britton & Standl. (1924)
- Rondeletia elegans Britton (1910)
- Rondeletia elliptica Urb. (1923)
- Rondeletia eriantha Benth. (1845)
- Rondeletia eriocarpa H.Karst. (1859)
- Rondeletia erythroneura H.Karst. (1859)
- Rondeletia exasperata Borhidi (1983)
- Rondeletia feketeana Borhidi (1983)
- Rondeletia filisepala Borhidi (1983)
- Rondeletia formonia Urb. & Ekman (1929)
- Rondeletia fortunensis Borhidi (2008)
- Rondeletia fuertesii Urb. (1912)
- Rondeletia galanensis M.Fernández Zeq. & Borhidi (1985)
- Rondeletia glauca Griseb. (1861)
- Rondeletia glomerulata (Lam. ex Poir.) Spreng. (1824)
- Rondeletia glomeruliflora Alain (1960)
- Rondeletia grandisepala Alain (1959)
- Rondeletia harrisii Urb. (1909)
- Rondeletia heterochroa Urb. (1912)
- Rondeletia hirsuta Sw. (1788)
- Rondeletia hirta Sw. (1788)
- Rondeletia holdridgei Borhidi (2008)
- Rondeletia hypoleuca Griseb. (1866)
- Rondeletia impressa Krug & Urb. (1899)
- Rondeletia incana Sw. (1788)
- Rondeletia × incerta Borhidi & M.Fernández Zeq. (1985)
- Rondeletia inermis (Spreng.) Krug & Urb. (1899)
- Rondeletia insularis Britton (1917)
- Rondeletia intermixta Britton (1917)
- Rondeletia jamaicensis Proctor, Bull. Inst. Jamaica (1967)
- Rondeletia laevigata W.T.Aiton (1810)
- Rondeletia larensis Steyerm. (1967)
- Rondeletia laurifolia Sw. (1797)
- Rondeletia leonii Britton (1917)
- Rondeletia leptacantha DC. (1830)
- Rondeletia ligulata Urb. (1908)
- Rondeletia lindeniana A.Rich. (1850)
- Rondeletia linearisepala Alain (1960)
- Rondeletia liogieri Borhidi (1983)
- Rondeletia lomensis Urb. (1912)
- Rondeletia longibracteata Alain (1959)
- Rondeletia loretensis Standl., Publ. Field Mus. Nat. Hist. (1936)
- Rondeletia lucida M.Fernández Zeq. & Borhidi (1985)
- Rondeletia martinicensis Krug & Urb. (1899)
- Rondeletia micarensis Urb. (1928)
- Rondeletia microcarpa Urb. & Ekman (1927)
- Rondeletia microphylla Griseb. (1866)
- Rondeletia minutifolia Urb. (1923)
- Rondeletia miraflorensis M.Fernández Zeq. & Borhidi (1985)
- Rondeletia mollis S.F.Blake ex Steyerm. (1967)
- Rondeletia mornicola Urb. & Ekman (1927)
- Rondeletia naguensis Britton & P.Wilson (1923)
- Rondeletia nalgensis Urb. & Ekman (1929)
- Rondeletia nemoralis Proctor, Bull. Inst. Jamaica (1967)
- Rondeletia nimanimae Krug & Urb. (1899)
- Rondeletia nipensis Urb. (1912)
- Rondeletia × obscura Borhidi & M.Fernández Zeq. (1985)
- Rondeletia ochracea Urb. (1912)
- Rondeletia odorata Jacq. (1760)
- Rondeletia orinocensis Steyerm. (1967)
- Rondeletia pachyphylla Krug & Urb. (1899)
- Rondeletia pallida Britton (1910)
- Rondeletia panamensis DC. (1830)
- Rondeletia papayoensis M.Fernández Zeq. & Borhidi (1985)
- Rondeletia parviflora Poir. (1804)
- Rondeletia paucinervis Urb. & Ekman (1928)
- Rondeletia pedicellaris C.Wright (1869)
- Rondeletia peduncularis A.Rich. (1850)
- Rondeletia peninsularis M.Fernández Zeq. & Borhidi (1985)
- Rondeletia perfae Alain (1976)
- Rondeletia petiolata Proctor, Bull. Inst. Jamaica (1967)
- Rondeletia pilosa Sw. (1788)
- Rondeletia pitreana Urb. & Ekman (1929)
- Rondeletia plicatula Urb. (1923)
- Rondeletia polita Griseb. (1861)
- Rondeletia portlandensis Proctor, Bull. Inst. Jamaica (1967)
- Rondeletia portoricensis Krug & Urb. (1899)
- Rondeletia potrerillona Urb. & Ekman (1928)
- Rondeletia pseudorugelii Borhidi & M.Fernández (2011)
- Rondeletia pubescens Kunth (1820)
- Rondeletia pulchella Alain (1971)
- Rondeletia purdiei Hook.f. (1867)
- Rondeletia pycnophylla Urb. (1923)
- Rondeletia racemosa Sw. (1797)
- Rondeletia rigida Griseb., Mem. Amer. Acad. Arts, n.s. (1863)
- Rondeletia rohrii R.O.Williams & Cheesman (1928)
- Rondeletia roynaefolia DC. (1830)
- Rondeletia rugelii Urb. (1912)
- Rondeletia savannarum Britton (1917)
- Rondeletia saxicola Britton (1912)
- Rondeletia scabrella K.Krause (1941)
- Rondeletia selleana Urb. & Ekman (1927)
- Rondeletia shaferi Urb. & Britton (1912)
- Rondeletia steirophylla Urb. (1923)
- Rondeletia steirophylloides Borhidi & M.Fernández Zeq. (1987)
- Rondeletia stipularis (L.) Druce (1914)
- Rondeletia subcanescens M.Fernández Zeq. & Borhidi (1985)
- Rondeletia subcordata Standl., Publ. Field Mus. Nat. Hist. (1936)
- Rondeletia subglabra Krug & Urb. (1899)
- Rondeletia subsessilifolia Proctor, Bull. Inst. Jamaica (1967)
- Rondeletia susannae Borhidi (1975)
- Rondeletia sylvestris S.Moore (1930)
- Rondeletia thyrsoidea Sw. (1788)
- Rondeletia toaensis M.Fernández Zeq. & Borhidi (1985)
- Rondeletia tubulosa Borhidi & M.Fernández Zeq. (1987)
- Rondeletia umbellulata Sw. (1788)
- Rondeletia vacciniifolia Britton (1917)
- Rondeletia vazquezii Borhidi & O.Muñiz (1971)
- Rondeletia venezuelensis Steyerm. (1967)
- Rondeletia venosa Griseb. (1866)
- Rondeletia virgata Sw. (1788)